# 紀元前342年
紀元前342年（きげんぜん342ねん）は、ローマ暦の年である。
当時は、「アハラとルティルスが共和政ローマ執政官に就任した年」として知られていた（もしくは、それほど使われてはいないが、ローマ建国紀元412年）。紀年法として西暦（キリスト紀元）がヨーロッパで広く普及した中世時代初期以降、この年は紀元前342年と表記されるのが一般的となった。

## 他の紀年法
- 干支 : 己卯
- 日本
  - 皇紀319年
  - 孝安天皇51年
- 中国
  - 周 - 顕王27年
  - 秦 - 孝公20年
  - 楚 - 宣王28年
  - 斉 - 威王15年
  - 燕 - 文公20年
  - 趙 - 粛侯8年
  - 魏 - 恵王28年
  - 韓 - 昭侯21年
- 朝鮮
  - 檀紀1992年
- ベトナム :
- 仏滅紀元 : 203年
- ユダヤ暦 :

## できごと

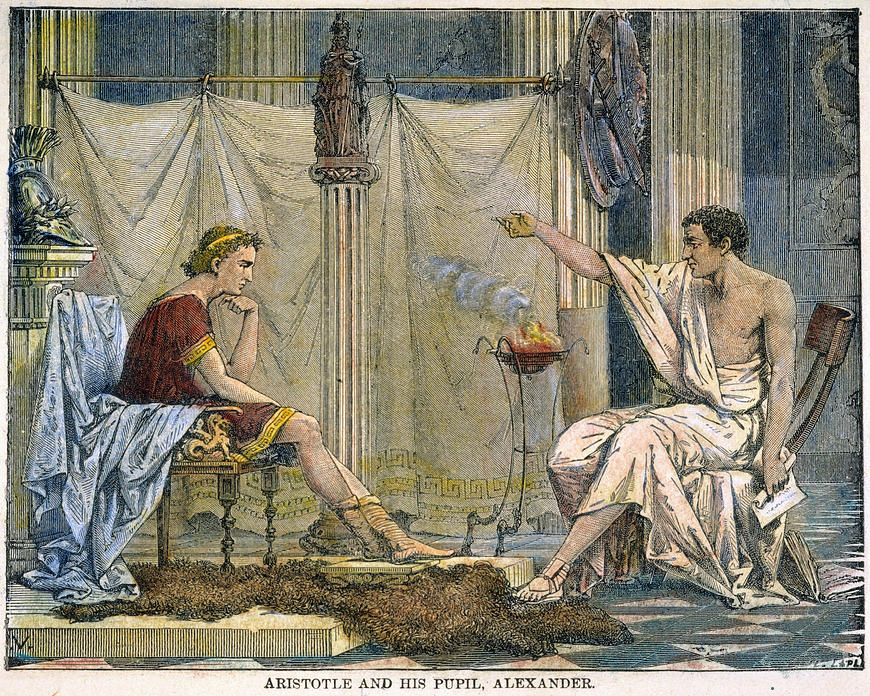
アレクサンドロスを教えるアリストテレス

### マケドニア
- ギリシアの哲学者アリストテレスは、ピリッポス2世により首都のペラへ息子のアレクサンドロスの家庭教師として招かれる。ギリシアの重要な知的人物として、アレクサンドロスを軍事指導者としての未来の役割のために準備させることを依頼されていた。
- ピリッポス2世は、マケドニアの県として併合すべく、トラキアでの一連の軍事行動を開始する。マケドニア軍がケルソネス・トラキア（英語版）（現在のゲリボル半島）に近付いた時、アテナイの将軍ディオペイテス（英語版）がトラキア地方を荒らし回り、かくして半島の彼の町の余りにも近くで行動したことでピリッポスの怒りを買った。ピリッポスは彼の罷免を要求する。これに応じて、アテナイの議会が召集された。デモステネスはアテナイ人にディオペイテスを罷免しないように説得する。

### シチリア
- コリントスの将軍ティモレオンはシチリアに支配を広げ、他の多くの僭主を排除し、シチリアをカルタゴの侵略の危機に備えさせた。

### 共和政ローマ
- ガウルス山の戦いがローマ人とサムニウム人の間で戦われる。戦いはマルクス・ウァレリウス・コルウスが率いたと言われるローマ人側の成功だった。クーマエ布巾のガウルス山でのこの戦いは、第一次サムニウム戦争で最も有名な戦闘である。

### 中国
- 魏の龐涓が韓を攻撃した。韓は斉に救援を要請した。斉の威王は田忌・田嬰・田肦を将軍とし、孫臏を軍師として韓の救援に向かわせた。斉軍は魏の都の大梁を目指した。
- 馬陵の戦いで斉軍が魏軍を破った。これは巻き上げハンドル式のトリガー機構付きの弩の使用の信頼出来る記録がされた最初の戦いでもある。

## 誕生
- メナンドロス、ギリシアの劇作家（+ 紀元前219年）